# Park Yo-han
Đây là một tên người Triều Tiên, họ là Park.
Park Yo-han (tiếng Hàn: 박요한; sinh ngày 16 tháng 1 năm 1989) là một cầu thủ bóng đá Hàn Quốc thi đấu ở vị trí hậu vệ. Hiện tại anh thi đấu cho Asan Mugunghwa.